# Fatou Njie-Jallow

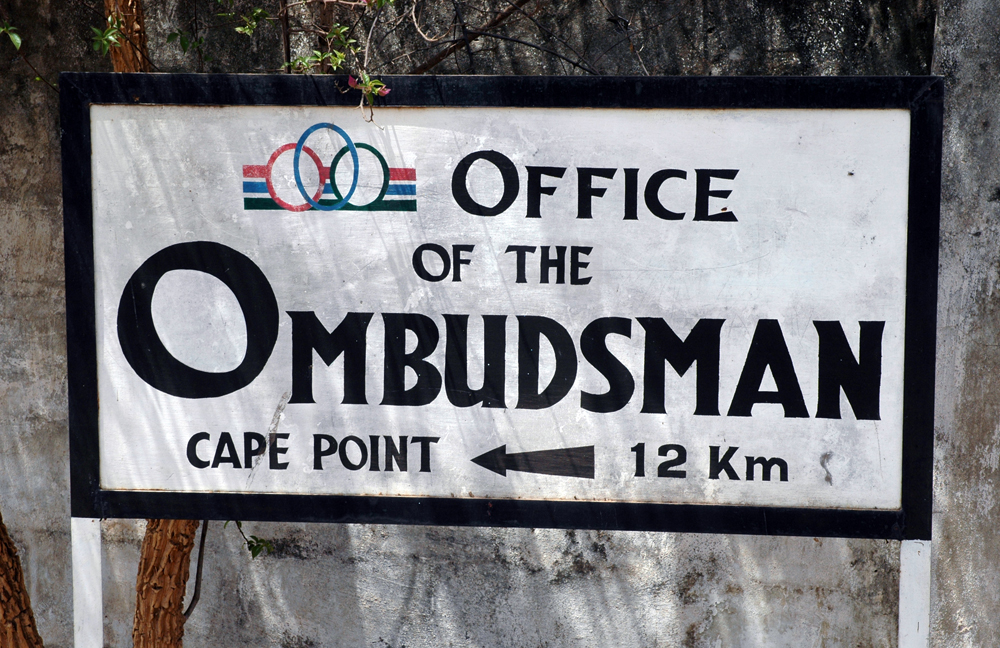
Hinweisschild zum Büro des Ombudsmanns

Fatou Njie-Jallow (Fatou Bin’ Njie-Jallow, auch: Fatou Jallow) ist eine ehemalige gambische Ombudsperson.

## Leben
Njie-Jallow arbeitete ab mindestens 2003 im gambischen Ministerium für den primären und sekundären Bildungsbereich, zuletzt mindestens von 2006 bis 2011 unter Ministerin Fatou Lamin Faye als Direktorin der Personalabteilung (Director of Human Resources).
Im Juni 2012 wurde sie als stellvertretende gambische Ombudsfrau vereidigt. Im August 2013 übernahm sie von Alhagie B. Sowe die Amtsgeschäfte und im November 2014 schließlich das Amt als Ombudsfrau. Zugleich wurden Ousman G. M. Nyang, früherer Generaldirektor der National Training Authority und Samba Bajie zu ihren Stellvertretern ernannt. In der Selbstdarstellung als auch in den Medien wird sie fast ausschließlich als Ombudsman und nur selten als Ombudswoman bezeichnet.
In ihrer Amtszeit wuchs die Zahl der Fälle deutlich. Waren es 2013 noch 95 Fälle, meldeten sich 2017 190 und 2018 411 Bürgerinnen und Bürger mit ihren Anliegen. Njie-Jallow schrieb diesen Anstieg dem demokratischen Umfeld nach der Regierungsübernahme von Adama Barrow zu, welches es den Menschen ermögliche, ihre Rechte auszuüben.
Im April 2019 forderte sie, ihr Mandat auch auf den Privatsektor auszuweiten, da dort die Anzahl der Beschwerden stark zunehme.
Zum 1. November 2019 ernannte Präsident Barrow den Beamten Baboucarr A. Suwareh zu ihrem Nachfolger. Am 18. Dezember wurde die Ernennung jedoch nicht wie erwartet vom gambischen Parlament bestätigt, sondern wegen Zweifeln an dessen Qualifikation an einen Ausschuss zur Beratung verwiesen. Am 27. Dezember lehnte die Nationalversammlung die Ernennung bei einer einzigen Pro-Stimme ab.

## Auszeichnungen
Njie-Jallow ist seit 2011 Trägerin des Order of the Republic of The Gambia in der Stufe Member.